# عبد اللطيف الهميم
عبد اللطيف الهميم، وهو فقيه وعالم دين، وأديب، ومفكر إسلامي، وشغل منصب رئيس ديوان الوقف السني في العراق، والأمين العام لجماعة علماء ومثقفي العراق، ومدير قناة الحدث الفضائية.
ولد في عام 1371 هـ/1952م، في محافظة الأنبار، غرب العراق، وكانت بدايته العلمية والدينية والثقافية على يد علماء وشيوخ الرمادي، حيث تعلم القرآن الكريم وهو صغير، وعندما أكمل دراسته الثانوية ألتحق بجامعة بغداد وتخرج من كلية الآداب.
وهو وريث عائلة واسعة النفوذ لعبت دوراً هاماً في الحياة السياسية والاجتماعية في العراق.
وبعد حصوله على الشهادة الجامعية لازم دروس الفقه وأستمع إلى دروس أمهات كتب التفسير والحديث والأحكام، من علماء العراق، فزاد شغفه بالعلم ودفعه حب التطلع العلمي والاستزادة منه إلى السفر إلى القاهرة حيث الحلم الذي راوده لإكمال مشواره الدراسي هناك في جامعة الأزهر وتخرج منها وحصل على شهادة الماجستير في الشريعة والقانون، ثم حصل على شهادة الدكتوراه في الفلسفة من معهد البحوث الدراسات العربية، وبعدها حصل على شهادة الدكتوراه في الاقتصاد إلاسلامي من جامعة بغداد.

## أهم مؤلفاته
له الكثير من الكتب والمؤلفات التي تجاوزت الخمسين مؤلفا، وهي تقدم نظرية صالحة في العمل الإسلامي، ومن أهمها:
- الاقتصاد الاسلامي المرتكزات والأهداف
- احترام الحياة الخاصة في الشريعة والقانون.
- منطق أرسطو واثره في بنية الفكر الإسلامي.
- صفين وتداعياتها في المجتمع السياسي الإسلامي.
- الضروري في أصول الفقه الإسلامي.
- العلاقات الدولية في الشريعة الإسلامية والقانون المقارن.
- موسوعة أحاديث السياسة الشرعية بأربعة مجلدات.
- الخلافة: إشكالية الخطاب السياسي الإسلامي وشرعية الدولة الوطنية.
- الموسوعة الحديثة، في 200 مجلد.
- الأزمة المالية والبديل الثالث (سقوط الرأسمالية)، مستعرضا في كتابه نظام الحكم والمال ومستشرفا الازمة الاقتصادية التي يعانيها العالم اليوم.
- الدولة ووضيفتها الاقتصادية فـي الفقه السياسي الاسلامي.
- من يحكم أمريكا؟
- وتحت الطبع كتاب (عالم ما بعد أمريكا).

## أهم انجازاته ومشاركاته السياسية
وعرف بحضوره ومساهماته الفعالة والمؤثرة وشغله هم العراق وما مر به منذ مطلع ثمانينيات القرن العشرين من حروب وحصار فكان ذا حضور مؤثر في العديد من المؤتمرات والفعاليات التي كانت تنادي برفع الحصار الجائر عن الشعب العراقي. وحيث أنتهى الامر بالغزو الأمريكي للعراق في 2003.
وللشيخ الدكتور عبد اللطيف الهميم الكثير من المشاركات السياسية الهامة المؤثرة في التاريخ المعاصر لدولة العراق، فهو:
- رئيس ديوان الوقف السني في العراق. (اعتبارا من شهر حزيران 2015م - فبراير 2020م).
- الأمين العام لجماعة علماء ومثقفي العراق.
- الأمين العام للمؤتمر الإسلامي الشعبي العالمي (1999- ولغاية اليوم).
- مؤسس البنك الإسلامي العراقي ورئيس مجلس الإدارة سابقا.
- الأمين العام للمؤتمر العام لأهل الانبار.
- عضو الهيئة الإدارية لرابطة علماء العراق.
- عضو الهيئة الإدارية لجمعية الآداب الإسلامية.
- رئيس مؤسسة الانبار للإغاثة.
- رئيس تحرير صحيفة الرأي وصاحب امتيازها.
- رئيس تحرير مجلة المفكر الإسلامي وصاحب امتيازها.
- رئيس مجلس أمناء كلية المعارف الجامعة في العراق.
- عضو مجلس إدارة المعهد العراقي للسلام وحوار الاديان.
- عضو مؤسس مؤتمر الوسطية.
- عضو مؤسس مؤتمر الصحوة الإسلامية.
- عضو مشارك في مؤتمر التقريب بين المذاهب.
- عضو الهيئة العالمية للفقه الإسلامي.